# The World At Night
The World At Night (kurz TWAN; deutsch: Die Welt bei Nacht) ist ein internationales Projekt um künstlerisch ansprechende Fotografien, Filme und Animationen des Nachthimmels von Natur-, Kultur- und Geschichtsdenkmälern auf der ganzen Erde zu produzieren und zu präsentieren. Ausgehend von seinem friedensstiftenden Motto „One People, One Sky“ (deutsch etwa: „Ein Volk, Ein Himmel“) möchte das Projekt auf seiner Webseite eine Brücke zwischen Kunst, Humanität und Wissenschaft schlagen und demonstrieren, dass der Nachthimmel über allen Sehenswürdigkeiten und Symbolen der verschiedenen Nationen und Regionen stets gleich und erhaben ist. TWAN will so die zusammengehörige Natur der Erde als Planet statt einer Zusammenfügung menschengemachter Territorien hervorheben und somit zeigen, dass die Menschheit unter dem Dach des Nachthimmels eine Familie ist.
Das im Herbst 2007 vom Iraner Babak Amin Tafreshi gegründete Projekt wird von etwa 30 Fotografen aus der ganzen Welt mit Beiträgen unterstützt und wird von der vom US-Amerikaner Mike Simmons gegründeten Organisation Astronomers Without Borders koordiniert. Neben den Hauptgalerien für Fotos und Videos auf der TWAN-Webseite gibt es auch Galerien zum UNESCO-Welterbe und Bildern, die auf der NASA-Webseite Astronomy Picture of the Day erschienen sind. Daneben gibt es eine Gästegalerie, auf der eigene Bilder des Nachthimmels hochgeladen werden können. Insgesamt beinhaltet TWAN über 1500 Fotos, Videos und Animationen.
Das Bildmaterial der Webseite unterliegt den traditionellen Urheberrechtsbestimmungen und wird über die TWAN-Webseite, Medienbeiträge und durch Präsentationen und Ausstellungen in verschiedenen Ländern verbreitet. TWAN-Veranstaltungen fanden unter anderem in den Vereinigten Staaten, Brasilien, Chile, Frankreich, Deutschland, Italien, Türkei, Algerien, Iran, Indien, Thailand, Südkorea, Südafrika und Australien statt. Die Bilder werden daneben auch in Form von Büchern und DVDs veröffentlicht.
The World At Night wurde von der UNESCO und der Internationalen Astronomischen Union als ein besonderes Projekt des Internationalen Jahres der Astronomie 2009 ausgewiesen. So begleitete eine TWAN-Ausstellung die Eröffnungszeremonie des Internationalen Jahres der Astronomie 2009 im UNESCO-Hauptsitz in Paris.